# Clytosaurus
Clytosaurus är ett släkte av skalbaggar. Clytosaurus ingår i familjen långhorningar.
Kladogram enligt Catalogue of Life:
| Clytosaurus | \| \| Clytosaurus priapus \| \| \| \| \| \| Clytosaurus siamensis \| \| \| \| |
|             | \| \| Clytosaurus priapus \| \| \| \| \| \| Clytosaurus siamensis \| \| \| \| |
|             | Clytosaurus priapus                                                           |
|             |                                                                               |
|             | Clytosaurus siamensis                                                         |
|             |                                                                               |

## Bildgalleri

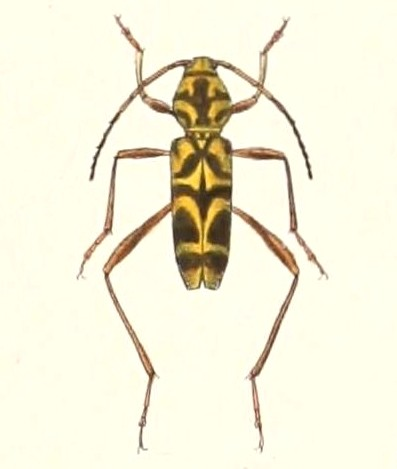